# Gérald Lacroix
Gérald Cyprien Lacroix ISPX (ur. 27 lipca 1957 w Saint-Hilaire de Dorset (regionalna gmina hrabstwa Beauce-Sartigan) – kanadyjski duchowny rzymskokatolicki, członek Instytutu Świeckiego Piusa X, przełożony generalny Instytutu Świeckiego Piusa X w latach 2001–2009, biskup pomocniczy Québecu w latach 2009–2011, arcybiskup metropolita Québecu i tym samym prymas Kanady od 2011, kardynał prezbiter od 2014, członek Rady ds. Gospodarki od 2020, członek Rady Kardynałów od 2023.

## Życiorys

### Młodość
W 1975 wstąpił do Instytutu Świeckiego Piusa X. Po złożeniu w 1982 profesji wieczystej w tym instytucie został jego sekretarzem generalnym, a trzy lata później został jednym z radnych generalnych oraz dyrektorem domu formacyjnego. 25 marca 1988 przyjął święcenia diakonatu.

### Prezbiterat
Święcenia kapłańskie przyjął 8 października 1988. Po święceniach wyjechał do Kolumbii, gdzie otrzymał zadanie zakładania nowych placówek instytutu. W 2001 został wybrany przełożonym generalnym stowarzyszenia na trzy lata. W 2005 ponownie wyznaczono go na generała instytutu, tym razem na pięcioletnią kadencję.

### Episkopat
7 kwietnia 2009 został mianowany biskupem pomocniczym archidiecezji Quebec oraz biskupem tytularnym Hilta. Sakry biskupiej udzielił mu ówczesny metropolita Québecu – kard. Marc Ouellet.
22 lutego 2011 został mianowany przez Benedykta XVI arcybiskupem metropolitą Quebecu. Na konsystorzu 22 lutego 2014 papież Franciszek mianował go kardynałem.
27 stycznia 2024, po ujawnieniu zarzutów o molestowanie, ogłosił zawieszenie swojej publicznej posługi do czasu wyjaśnienia sprawy. Brał udział w konklawe 2025, które wybrało papieża Leona XIV.